# Australia Telescope Compact Array
L'Australia Telescope Compact Array (ATCA) est un interféromètre millimétrique pour les observations astronomiques, situé à l'observatoire Paul Wild, en Australie, dans la Nouvelle-Galles du Sud, à 25 km à l'ouest de Narrabri (500 km au nord-ouest de Sydney). Il est géré par l'Australia Telescope National Facility (ATNF).
Ce champ de radiotélescopes, entré en service en 1988, est constitué de 6 antennes de 22 m de diamètre chacune. Cinq de ces antennes sont disposées sur des rails afin d'opérer dans différentes configurations (celles-ci sont utilisées successivement à l'ordre de 3 semaines pour chacune). Ceci permet l'obtention d'une grande ligne de base de 6 km et celle d'une petite ligne de base de 75 m. Après diverses améliorations, cet instrument n'est plus seulement capable d'observer des émissions dont la longueur d'onde varie entre 3 et 90 cm : il a maintenant accès à celles mesurant 12 mm et 3 cm. Cet interféromètre se sert également du radiotélescope de Mopra pour accroître sa puissance d'observation.